# Madame X (Album)
Madame X ist das 14. Studioalbum der US-amerikanischen Sängerin Madonna. Es erschien am 14. Juni 2019 bei Interscope Records. Madonna selbst war Co-Autorin sowie Co-Produzentin des Albums und arbeitete mit zahlreichen anderen Musikproduzenten zusammen, darunter Mirwais, Mike Dean und Jason Evigan. Es enthält auch Gastbeiträge von Maluma, Quavo, Swae Lee und Anitta.
Mit den Songs Medellín, Crave und Dark Ballet stellte Madonna die ersten drei Singles ihres neuen Albums vor. Die dazugehörige Madame X Tour begann am 17. September 2019 und endete am 8. März 2020. Sie fand ausschließlich in Nordamerika und Europa statt.
Das Album wurde von Kritikern überwiegend positiv bewertet. Madame X erreichte die Charts der Billboard 200 und wurde nach der Veröffentlichung ihr neuntes Nummer-Eins-Album in den Vereinigten Staaten.

## Hintergrund
Madonna kündigte im Januar 2018 an, dass sie an einem neuen Album arbeitet. Sie nimmt auf dem Album als Madame X die Rolle einer Geheimagentin ein, „die um die Welt reist, die Identitäten wechselt, für die Freiheit kämpft, Licht an dunkle Orte bringt“.

## Rezeption
Laut.de nannte das Album „ein bizarres Werk ohne Netz und doppelten Boden“, schrieb aber auch: „Es fordert heraus, lässt nicht zur Ruhe kommen. Etwas Besseres lässt sich über Musik doch eigentlich nicht sagen.“ Der Guardian nannte Madame X Madonnas „bizarrstes Album jemals“. Es sei „mehr Dichte und Abenteuer vorhanden als an fast jedem anderen Punkt ihrer Karriere.“ Die Zeitung vergab vier von fünf Sternen. Michael Pilz nannte das Album in der Welt am Sonntag ein „feministisches und futuristisches Meisterwerk“. Auf Metacritic.com erhielt das Album eine Durchschnittswertung von 72 von 100, basierend auf 14 Kritiken.

## Titelliste
| Nr.          | Titel                         | Autor(en) | Länge |
| ------------ | ----------------------------- | --- | ----- |
| 1.           | Medellín (feat. Maluma)       | Madonna Ciccone, Mirwais Ahmadzaï, Juan Luis Londoño Arias, Edgar Barrera                                    | 4:58  |
| 2.           | Dark Ballet                   | Madonna Ciccone, Mirwais Ahmadzaï                                                                            | 4:14  |
| 3.           | God Control                   | Madonna Ciccone, Mirwais Ahmadzaï                                                                            | 6:19  |
| 4.           | Future (feat. Quavo)          | Madonna Ciccone, Thomas Pentz, Brittany Talia Hazzard, Quavious Keyate Marshall                              | 3:53  |
| 5.           | Batuka                        | Madonna Ciccone, Mirwais Ahmadzaï, Banda                                                                     | 4:57  |
| 6.           | Killers Who Are Partying      | Madonna Ciccone, Mirwais Ahmadzaï                                                                            | 5:28  |
| 7.           | Crave (feat. Swae Lee)        | Madonna Ciccone, Khalif Malik Ibn Shaman Brown, Brittany Talia Hazzard, Mike Dean                            | 3:21  |
| 8.           | Crazy                         | Jason Evigan, Madonna Ciccone, Brittany Talia Hazzard                                                        | 4:02  |
| 9.           | Come Alive                    | Jeff Bhasker, Madonna Ciccone, Brittany Talia Hazzard                                                        | 4:02  |
| 10.          | Faz Gostoso (feat. Anitta)    | Rodrigo Carmo, Nuno, Emanuel Oliveira, Mateus Seabra, Luíz Vieira, Karla Rodrigues, Madonna Ciccone          | 4:05  |
| 11.          | Bitch I'm Loca (feat. Maluma) | Madonna Ciccone, Lauren D'Elia, Juan Luis Londoño Arias, Edgar Barrera, JAMES, Karla Rodrigues, Stiven Rojas | 2:50  |
| 12.          | I Don't Search I Find         | Madonna Ciccone, Mirwais Ahmadzaï                                                                            | 4:08  |
| 13.          | I Rise                        | Jason Evigan, Madonna Ciccone, Brittany Talia Hazzard                                                        | 3:44  |
| Gesamtlänge: | Gesamtlänge:                  | Gesamtlänge:                                                                                                 | 56:01 |

## Kommerzieller Erfolg

### Chartplatzierungen
| ChartsChartplatzierungen       | Höchstplatzierung | Wochen |
| ------------------------------ | ----------------- | ------ |
| Deutschland (GfK)              | 5 (6 Wo.)         | 6      |
| Österreich (Ö3)                | 4 (5 Wo.)         | 5      |
| Schweiz (IFPI)                 | 2 (10 Wo.)        | 10     |
| Vereinigte Staaten (Billboard) | 1 (2 Wo.)         | 2      |
| Vereinigtes Königreich (OCC)   | 2 (5 Wo.)         | 5      |

### Auszeichnungen für Musikverkäufe
| Land/Region                  | Auszeichnungen für Musikverkäufe (Land/Region, Auszeichnung, Verkäufe) | Verkäufe |
| ---------------------------- | ---------------------------------------------------------------------- | -------- |
| Italien (FIMI)               | Gold                                                                   | 25.000   |
| Polen (ZPAV)                 | Gold                                                                   | 10.000   |
| Vereinigtes Königreich (BPI) | Silber                                                                 | 60.000   |
| Insgesamt                    | 1× Silber · 2× Gold ·                                                  | 95.000   |

Hauptartikel: Madonna (Künstlerin)/Auszeichnungen für Musikverkäufe